# سون هه
سون هه (۲۲۴ تا ۲۵۳)، با نام محترم زیژیائو، یک شاهپور از ووی شرقی در دوره سه امپراتوری و پدر آخرین امپراتور آن سون هائو بود. سون هه سومین پسر سون کوان، بنیانگذار ووی شرقی بود. او از سال ۲۴۲ تا ۲۵۰ میلادی، ولی‌عهد ووی شرقی پس از مرگ پسر ارشد سون کوان، سون دنگ بود. هنگامی که پسرش سون هائو به سلطنت رسید، نام پسامرگ امپراتور ون را به پدرش سون اعطا کرد.